# 휠체어 농구
휠체어 농구(Wheelchair basketball)는 신체 장애인이 휠체어를 타고 하는 농구를 말한다. 농구를 변형한 종목이다. 장애인 스포츠의 꽃으로 불리는 종목이다. 국제 휠체어 농구 연맹(IWBF(International Wheelchair basketball Federation))이 경기 규칙을 관리하고 경기 보급 등의 활동을 하고 있으며, 2008년 현재 75개국이 가맹국으로 있다. 1940년대에 미국에서 고안된 이후 점차 보급되었다. 첫 하계 패럴림픽인 1960년 하계 패럴림픽부터 정식 종목으로 채택되었다. 이외의 국제 대회로는 세계 휠체어 농구 선수권 대회와 유럽 휠체어 농구 선수권 대회가 있다.

## 같이 보기
- 패럴림픽 휠체어 농구
- 휠체어 럭비
- 리얼